# Leopold von Ledebur

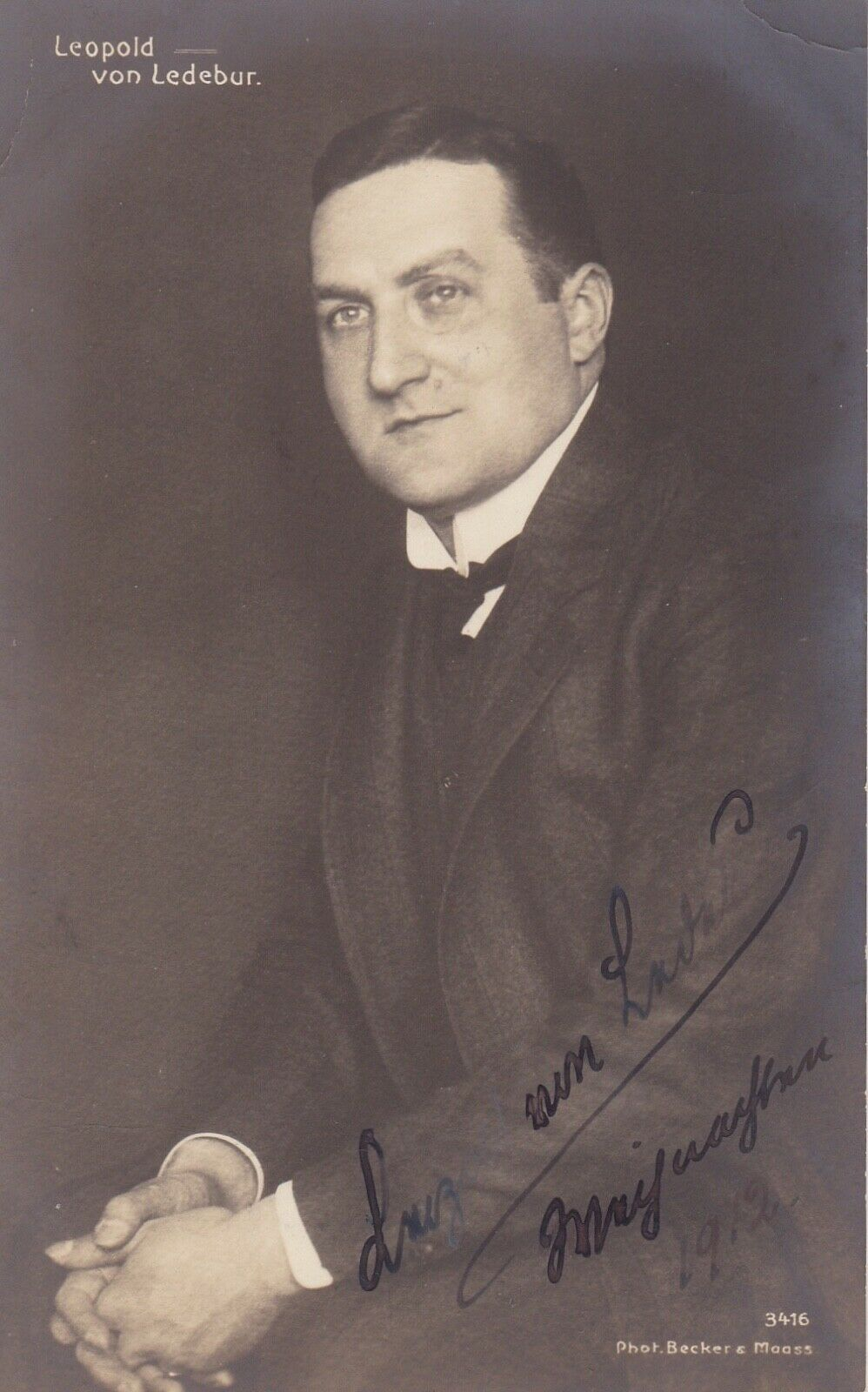
Leopold von Ledebur (1912)

Leopold von Ledebur, também Leopold von Ledebour (Berlim, 18 de maio de 1876 – Wankendorf, 22 de agosto de 1955 (79 anos)) foi um ator de teatro e cinema alemão. Ele nasceu Leopold Ernst Gerhard Freiherr von Ledebur.

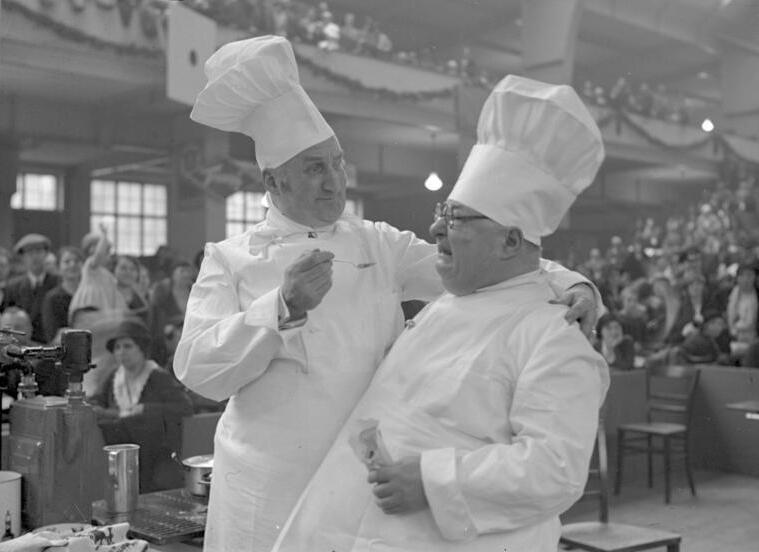
Leopold von Ledebur (à esquerda) com Henry Bender, 1932

## Filmografia selecionada
- 1916: Schwert und Herd
- 1917: Mutter
- 1917: Die Harvard-Prämie
- 1918: Carmen
- 1944: Der Mann, dem man den Namen stahl
- 1945: Shiva und die Galgenblume
- 1949: Liebe 47
- 1951: Der Tiger Akbar
- 1951: Engel im Abendkleid

## Literatura
- Kay Weniger: Das große Personenlexikon des Films. Die Schauspieler, Regisseure, Kameraleute, Produzenten, Komponisten, Drehbuchautoren, Filmarchitekten, Ausstatter, Kostümbildner, Cutter, Tontechniker, Maskenbildner und Special Effects Designer des 20. Jahrhunderts. Band 4: H – L. Botho Höfer – Richard Lester. Schwarzkopf & Schwarzkopf, Berlin 2001, ISBN 3-89602-340-3, S. 637 f.